# Marcjan (cesarz bizantyński)
Marcjan (Imperator Caesar Flavius Marcianus Augustus, ur. ok. 392, zm. 27 stycznia 457) – cesarz wschodniorzymski panujący w latach 450–457.
Był jednym z wodzów w armii Aspara, magistra militum, czyli głównodowodzącego armii bizantyńskiej, pochodzącego z irańskiego ludu Alanów (stanowiło to istotną przeszkodę w objęciu przez niego tronu). Cesarzem obrano Marcjana, gdy poślubił siostrę poprzednika, Pulcherię, choć było to fikcyjne małżeństwo, a Pulcheria do końca życia pozostała dziewicą. 
Jego intronizacja wiązała się z intrygą polityczną zawiązaną przez siostrę poprzedniego cesarza - Pulcherię, oraz generała Aspara. W momencie śmierci Teodozjusza II, cesarz zachodniorzymski Walentynian III prawnie miał zostać następcą tronu wschodniorzymskiego, tym samym ponownie jednocząc Imperium pod jednym cesarzem. Aby tego uniknąć, Pulcheria i Aspar wykreowali i rozpowszechnili historię, jakoby na łożu śmierci to sam Teodozjusz II obrał Marcjana na swojego następcę wymawiając "Objawione mi zostało, że ty będziesz moim następcą". Dzięki tej historyjce Marcjan zyskiwał niezbędny do przywdziania cesarskiej purpury legitymizm jako namaszczony przez poprzednika następca tronu.
W rzeczywistości wybór na Marcjana padł z pobudek jego zależności od Aspara. Ten mógł z łatwością kierować z cienia poczynaniami nowego cesarza który sam znajdował się już w podeszłym wieku (około 60 lat).
Jedną z pierwszych decyzji nowego cesarza była odmowa płacenia haraczu Hunom. Spowodowało to ich najazdy, skutecznie odpierane przez wojska bizantyńskie, które z powodzeniem odpierały również najazd koczowników arabskich (456 r.). Władca wraz z małżonką patronował obradom soboru chalcedońskiego w (451) i budowie klasztoru św. Marona w Syrii (452). W 453 roku wojska cesarza przywróciły porządek w Jerozolimie, gdzie wdowa po Teodozjuszu II – Atena Eudokia, doprowadziła do wybuchu rewolty monofizytów i wypędziła biskupa Juwenalisa (który za odwołanie poparcia dla monofizytyzmu uzyskał tytuł patriarchy). Na rozkaz Marcjana z Aleksandrii usunięto czołowego przedstawiciela monofizytów Dioskura, a na tron patriarszy wprowadzono prawowiernego Proteriosa, którego wkrótce zamordowano (457). W tym samym roku zmarł również cesarz, prawdopodobnie wskutek gangreny. Jego następcą został Leon I, założyciel dynastii leońskiej.